# The Mandalorian & Grogu
The Mandalorian & Grogu är en kommande amerikansk rymdvästernfilm, med premiär planerad till 2026. Filmen är regisserad av Jon Favreau, som även skrivit manus tillsammans med Dave Filoni. Filmen produceras av Lucasfilm, och kommer vara en del av Star Wars-franchisen och en fortsättning av The Mandalorian-serien. Huvudrollen Din Djarin / The Mandalorian spelas av Pedro Pascal.
Filmen är planerad att ha biopremiär i Sverige den 22 maj 2026, utgiven av Walt Disney Studios Motion Pictures.

## Rollista (i urval)
- Pedro Pascal – Din Djarin / The Mandalorian[2]
- Sigourney Weaver[3]
- Jeremy Allen White – Rotta the Hutt[4]
- Jonny Coyne – Imperial Warlord[5]

## Produktion

### Utveckling
Jon Favreau och Dave Filoni hade skrivit den fjärde säsongen av The Mandalorian i februari 2023, men produktionen av säsongen försenades på grund av manus- och skådespelarstrejkerna i Hollywood 2023. Under denna tid utvärderade Lucasfilm sina planer för franchisen och bestämde sig för att prioritera en Mandalorian-film över en ny säsong, något som blev offentligt i januari 2024.

### Inspelning
The Mandalorian & Grogu var planerad att börja spelas in i juni 2024 i Kalifornien. Favreau och Filoni meddelade i början av augusti att inspelningen hade börjat flera veckor tidigare. Filmen blev färdiginspelad i december samma år.